# Apollon Maykov
Apollon Nikolayevich Máikov (em russo: Аполлон Николаевич Майков, Moscou, 4 de junho de 1821 – São Petersburgo, 20 de março de 1897) foi um poeta russo, mais conhecido por seus versos líricos apresentando imagens de aldeias russas natureza e história. Seu amor pela Grécia e Roma antigas, que estudou durante grande parte de sua vida, também se reflete em suas obras. Maykov passou quatro anos traduzindo o épico The Tale of Igor's Campaign (1870) para o russo moderno. Ele traduziu o folclore da Bielo-Rússia, Grécia, Sérvia e Espanha, além de obras de Heine, Adam Mickiewicz e Goethe, entre outros. Vários dos poemas de Maykov foram musicados por compositores russos, entre eles Rimsky-Korsakov e Tchaikovsky.
Maykov nasceu em uma família de artistas e foi educado em casa pelo escritor Ivan Goncharov, entre outros. Aos 15 anos começou a escrever sua primeira poesia. Depois de terminar seu curso de ginásio em apenas três anos, ele se matriculou na Universidade de São Petersburgo em 1837.
Ele começou a publicar seus poemas em 1840 e lançou sua primeira coleção em 1842. A coleção foi avaliada favoravelmente pelo influente crítico Vissarion Belinsky. Depois disso, ele viajou por toda a Europa, retornando a São Petersburgo em 1844, onde continuou a publicar poesia e se ramificou na crítica literária e na redação de ensaios.
Ele continuou escrevendo ao longo de sua vida, oscilando várias vezes entre os campos conservador e liberal, mas mantendo uma produção estável de obras poéticas de qualidade. Em seus dias liberais, ele era próximo de Bielínski, Nikolay Nekrasov e Ivan Turguenev, enquanto em seus períodos conservadores ele era próximo de Fiódor Dostoievski. Ele terminou sua vida como um conservador. Maykov morreu em São Petersburgo em 8 de março de 1897.